# Hamza Semmoumy
Hamza Semmoumy, né le 13 novembre 1992 à Safi, est un footballeur international marocain évoluant au poste de latéral droit à la Renaissance sportive de Berkane.

## Biographie
Hamza Semmoumy reçoit sa première sélection avec l'équipe du Maroc des locaux le 13 août 2017, contre l'Égypte (score : 1-1).

## Palmarès

### En club
OC Safi
- Coupe du Maroc :
  - Finaliste : 2016.

 RS Berkane
- Coupe du Maroc (1) :
  - Vainqueur : 2022.